# Box-office Allemagne 2008
Cet article traite du box-office de 2008 en Allemagne.

## Les millionaires
Par pays d'origine des films (Pays producteur principal)
- États-Unis : 21 films
- Allemagne : 10 films
- France : 2 films
- Royaume-Uni : 1 film
- Total : 34 films

| Classement | Titre                                                      | Pays | Réalisateur                          | Entrées Allemagne |
| ---------- | ---------------------------------------------------------- | ---- | ------------------------------------ | ----------------- |
| 1.         | Madagascar 2 : La Grande Évasion                           |      | Eric Darnell                         | 6 059 265         |
| 2.         | Quantum of Solace                                          |      | Marc Forster                         | 4 744 130         |
| 3.         | Mamma Mia ! Le Film                                        |      | Phyllida Lloyd                       | 4 300 124         |
| 4.         | Hancock                                                    |      | Peter Berg                           | 3 945 046         |
| 5.         | Un jour sur Terre                                          |      | Alastair Fothergill et Mark Linfield | 3 843 011         |
| 6.         | WALL-E                                                     |      | Andrew Stanton                       | 3 236 274         |
| 7.         | Kung Fu Panda                                              |      | Mark Osborne et John Stevenson       | 3 157 094         |
| 8.         | The Dark Knight                                            |      | Christopher Nolan                    | 2 860 247         |
| 9.         | Indiana Jones et le Royaume du crâne de cristal            |      | Steven Spielberg                     | 2 847 930         |
| 10.        | La Vague                                                   |      | Dennis Gansel                        | 2 695 326         |
| 11.        | Sex and the City, le film                                  |      | Michael Patrick King                 | 2 473 566         |
| 12.        | Je suis une légende                                        |      | Francis Lawrence                     | 2 442 162         |
| 13.        | La Bande à Baader                                          |      | Uli Edel                             | 2 436 330         |
| 14.        | Bienvenue chez les Ch'tis                                  |      | Dany Boon                            | 2 342 737         |
| 15.        | High School Musical 3 : Nos années lycée                   |      | Kenny Ortega                         | 2 296 281         |
| 16.        | P.S. I Love You                                            |      | Richard LaGravenese                  | 2 149 229         |
| 17.        | Rien que pour vos cheveux                                  |      | Dennis Dugan                         | 1 852 125         |
| 18.        | 1½ Ritter – Auf der Suche nach der hinreißenden Herzelinde |      | Til Schweiger                        | 1 775 811         |
| 19.        | Horton                                                     |      | Jimmy Hayward et Steve Martino       | 1 771 484         |
| 20.        | Die Wilden Kerle 5 – Hinter dem Horizont                   |      | Joachim Masannek                     | 1 731 004         |
| 21.        | Benjamin Gates et le Livre des secrets                     |      | Jon Turteltaub                       | 1 701 864         |
| 22.        | La Momie 3 : La Tombe de l'Empereur Dragon                 |      | Rob Cohen                            | 1 674 745         |
| 23.        | Australia                                                  |      | Baz Luhrmann                         | 1 640 365         |
| 24.        | Astérix aux Jeux olympiques                                |      | Frédéric Forestier                   | 1 574 238         |
| 25.        | Le Maître des sorciers                                     |      | Marco Kreuzpaintner                  | 1 486 444         |
| 26.        | Burn After Reading                                         |      | Frères Coen                          | 1 362 685         |
| 27.        | Le Monde de Narnia Chapitre 2 : Le Prince Caspian          |      | Andrew Adamson                       | 1 301 959         |
| 28.        | Cœur d'encre                                               |      | Iain Softley                         | 1 281 035         |
| 29.        | Les Buddenbrook, le Déclin d'une famille                   |      | Heinrich Breloer                     | 1 218 480         |
| 30.        | Jackpot                                                    |      | Tom Vaughan                          | 1 183 056         |
| 31.        | Histoires enchantées                                       |      | Adam Shankman                        | 1 170 494         |
| 32.        | Cherry Blossoms, un rêve japonais                          |      | Doris Dörrie                         | 1 108 117         |
| 33.        | Mes copines et moi                                         |      | Ute Wieland                          | 1 015 698         |
| 34.        | Sommer                                                     |      | Mike Marzuk                          | 1 012 208         |